# 흐로닝언

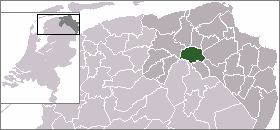
흐로닝언 시의 위치

흐로닝언(Groningen, 영어식: 그로닝겐)은 네덜란드 흐로닝언 주의 주도이다. 네덜란드 북부 상공업의 중심 도시로서, 인구는 약 185,000 명이다.

## 역사

### 고대, 중세

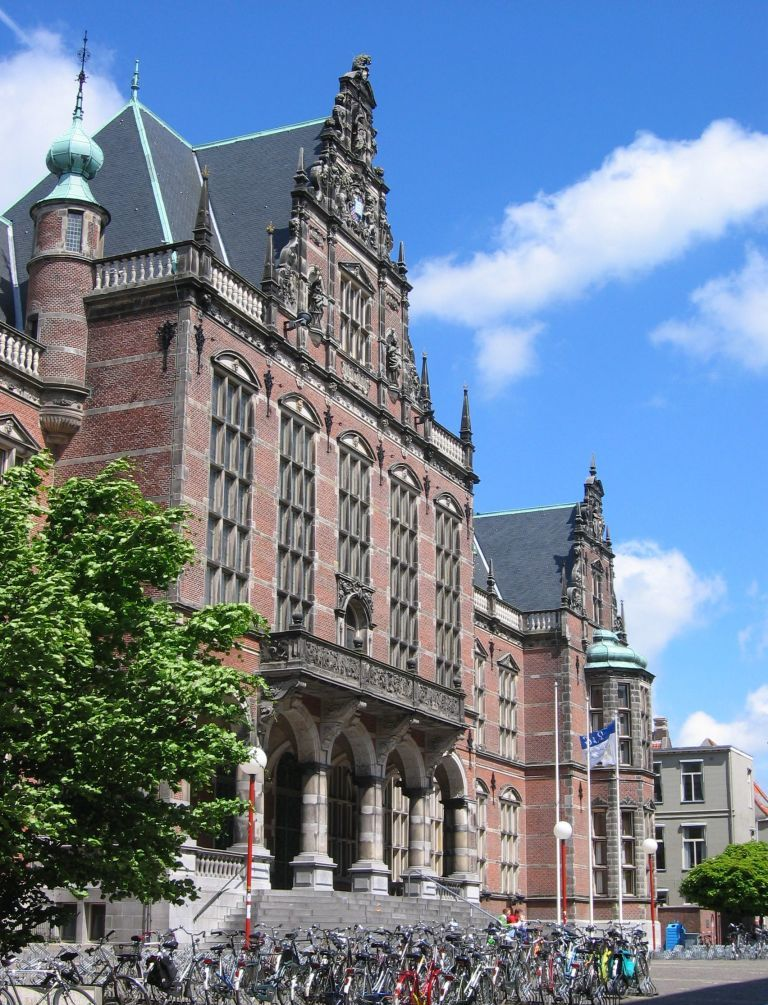
흐로닝언 대학

흐로닝언에 나타난 최초의 인류 흔적은 기원전 3000년까지 거슬러 올라간다. 고대 로마 제국 갈리아 벨기카 주둔군의 숙영지가 이 지역에 설치되었던 것이 역사에 처음 기록된 부분이다. 기원 후 1000년 무렵 흐로닝언은 'wooden church'가 있는 곳으로 알려졌다. 1024년 위트레흐트 주교령이 되었고, 흐로닝은 "Villa Cruoninga" 혹은 "Green River"라고 불렸다. 이 시기, 도시는 급속히 발전하였고 사람들은 당시 전 유럽에서 그랬듯, 주교에게서 완전한 도시의 독립을 얻길 바랐다. 1284년 흐로닝언은 한자 동맹에 가입하였다 그리고 1405년 흐로닝은 마침내 자치 정부를 꾸리게 됐다. 같은 시기 돌로 지은 집들이 지어지고, 도시는 Hunze강을 통한 해상 무역 덕에 더 빨리 성장해갔다. 국제 무역이 더 긴급해지면서 도시는 국제적인 무역에 영향을 미치던 "Hanze"그룹에 가입하게 됐다.

### 네덜란드 독립 전쟁 시기
16세기에 들어 흐로닝언은 도시의 독립성을 지키려 더 노력하였다. 그러나 카를 5세는 흐로닝언은 다른 네덜란드 영토와 함께 묶이는 것이 좋다고 생각했고 1536년 마침내 흐로닝언을 정복하였다. 16세기까지 도시의 주류는 가톨릭이었다. 카를 5세의 뒤를 이른 펠리페 2세에게 도시 사람들은 충성을 다했다. 그러나 '성상 파괴 운동(Beeldenstorm)'이 그 종지부를 찍게 하였다. 남부 주(州)의 오라녜 공에게서 파견된 괴한들이 흐로닝언에 들어와 교회에 있는 가톨릭의 상징들과 수도원을 부수고 흐로닝언과 위트레흐트 대주교의 권력을 상징하는 St. Walburgkerk 대성당을 파괴했다. 이때부터 wooden church는 Martinikerk라는 이름으로 불리는 흐로닝언의 가장 중심적인 교회가 됐다. Martinikerk 교회는 높이 100m에 이르는 Martinitower로도 유명하다. 이때부터 오라녜 공 마우리츠와 스페인 왕 펠리페 2세 사이에 전쟁이 지속됐다. 1594년 스페인군은 흐로닝언에서 철수했다. 이 시기 도시는 번창하는 중이었다. 흐로닝언은 거의 2배에 가까운 크기로 도시가 커졌다.

### 뮌스터 대주교 연합 군대의 침략
1614년에는 네덜란드 역사상 매우 유명한 우보 에미우스(Ubbo Emmius)에 의해 흐로닝언 대학이 설립되었다. 그리고 흐로닝언은 아메리카 대륙과의 무역에도 활발히 참여하였다. 지금도 이 시기 건립된 많은 궁궐 건물들이 도시에 남아 있다. 이 시기 흐로닝언의 은 세공 역시 매우 유명해졌다. 그러나 1672년 네덜란드는 뮌스터(Munster)의 대주교 크리스토프 베르나르트 폰 갈렌의 영도 아래에 있는 영국, 프랑스, 독일 연합군에게 공격을 당하게 됐다. 그의 연합 군대는 도시를 에워싸고 많은 양의 대포를 도시에 쏘았지만 흐로닝언을 함락시킬 수는 없었다. 흐로닝언이 이 공격에서 벗어났고 마침내 큰 승리를 거두게 됐다. 오늘날도 8월 24일에 이 승리를 기념하는 행사를 연다.

### 나폴레옹 치하
1795년에 흐로닝언은 프랑스의 나폴레옹 1세와 그의 형제이자 당시 네덜란드의 왕에 올랐던 로데베이크 나폴레옹(Lodewijk Napoleon)의 통치하에 들어갔다. 이 시기 매우 잘 조직된 행정력이 흐로닝언과 중앙 정부 사이에 안착됐다. 나폴레옹의 몰락 후, 네덜란드는 빌럼 1세 계승자들이 통치하는 왕국이 됐다.

### 나치의 침략과 해방
19세기 흐로닝언은 많은 변화를 맞게 된다. 큰 부가 오가며 북유럽 최초의 철제 건물이 건설됐고, 도시의 경계들은 무너져갔다. 이런 방식으로 도시는 히틀러가 흐로닝언을 공격하는 1940년까지 빠르게 확장해갔다. 히틀러의 독일군은 흐로닝언에 있는 유대인들을 다 쫓아내버렸다. 나치에 대항하여 레지스탕스 활동을 벌이던 많은 흐로닝언인들이 잡혀 살해당하거나 중형에 처해졌다. 1945년 5월 캐나다군은 흐로닝언을 나치 치하 하에서 해방시켰다. 그러나 이 과정에서 1945년 이전 도시의 중심이자 많은 건물들이 서있었던 Grote Markt와 같은 중요 시설들이 많이 파괴됐다. 전쟁 이후 흐로닝언은 도시의 확장과 더불어 빠르게 재건됐다.

## 스포츠
에레디비지에의 FC 흐로닝언이 이 곳을 연고지로 하고 있다.

## 기후
| 흐로닝언 (엘데 흐로닝언 공항)의 기후                                      | 흐로닝언 (엘데 흐로닝언 공항)의 기후 | 흐로닝언 (엘데 흐로닝언 공항)의 기후 | 흐로닝언 (엘데 흐로닝언 공항)의 기후 | 흐로닝언 (엘데 흐로닝언 공항)의 기후 | 흐로닝언 (엘데 흐로닝언 공항)의 기후 | 흐로닝언 (엘데 흐로닝언 공항)의 기후 | 흐로닝언 (엘데 흐로닝언 공항)의 기후 | 흐로닝언 (엘데 흐로닝언 공항)의 기후 | 흐로닝언 (엘데 흐로닝언 공항)의 기후 | 흐로닝언 (엘데 흐로닝언 공항)의 기후 | 흐로닝언 (엘데 흐로닝언 공항)의 기후 | 흐로닝언 (엘데 흐로닝언 공항)의 기후 | 흐로닝언 (엘데 흐로닝언 공항)의 기후 |
| 월                                                                        | 1월                                  | 2월                                  | 3월                                  | 4월                                  | 5월                                  | 6월                                  | 7월                                  | 8월                                  | 9월                                  | 10월                                 | 11월                                 | 12월                                 | 연간                                 |
| ------------------------------------------------------------------------- | ------------------------------------ | ------------------------------------ | ------------------------------------ | ------------------------------------ | ------------------------------------ | ------------------------------------ | ------------------------------------ | ------------------------------------ | ------------------------------------ | ------------------------------------ | ------------------------------------ | ------------------------------------ | ------------------------------------ |
| 역대 최고 기온 °C (°F)                                                    | 14.5 (58.1)                          | 18.9 (66.0)                          | 24.0 (75.2)                          | 28.8 (83.8)                          | 32.8 (91.0)                          | 33.8 (92.8)                          | 36.9 (98.4)                          | 36.3 (97.3)                          | 32.6 (90.7)                          | 27.4 (81.3)                          | 19.4 (66.9)                          | 15.4 (59.7)                          | 36.9 (98.4)                          |
| 일평균 최고 기온 °C (°F)                                                  | 5.2 (41.4)                           | 6.0 (42.8)                           | 9.5 (49.1)                           | 14.2 (57.6)                          | 17.6 (63.7)                          | 20.4 (68.7)                          | 22.7 (72.9)                          | 22.6 (72.7)                          | 19.0 (66.2)                          | 14.2 (57.6)                          | 9.0 (48.2)                           | 5.9 (42.6)                           | 13.9 (57.0)                          |
| 일일 평균 기온 °C (°F)                                                    | 2.8 (37.0)                           | 3.0 (37.4)                           | 5.5 (41.9)                           | 9.0 (48.2)                           | 12.5 (54.5)                          | 15.4 (59.7)                          | 17.5 (63.5)                          | 17.3 (63.1)                          | 14.1 (57.4)                          | 10.3 (50.5)                          | 6.3 (43.3)                           | 3.5 (38.3)                           | 9.8 (49.6)                           |
| 일평균 최저 기온 °C (°F)                                                  | 0.1 (32.2)                           | −0.1 (31.8)                          | 1.4 (34.5)                           | 3.7 (38.7)                           | 7.0 (44.6)                           | 9.9 (49.8)                           | 12.2 (54.0)                          | 11.9 (53.4)                          | 9.6 (49.3)                           | 6.3 (43.3)                           | 3.2 (37.8)                           | 0.8 (33.4)                           | 5.5 (41.9)                           |
| 역대 최저 기온 °C (°F)                                                    | −22.0 (−7.6)                         | −22.9 (−9.2)                         | −18.4 (−1.1)                         | −8.1 (17.4)                          | −3.4 (25.9)                          | 0.1 (32.2)                           | 2.5 (36.5)                           | 3.2 (37.8)                           | −1.0 (30.2)                          | −6.9 (19.6)                          | −13.6 (7.5)                          | −22.0 (−7.6)                         | −22.9 (−9.2)                         |
| 평균 강수량 mm (인치)                                                     | 72.7 (2.86)                          | 54.7 (2.15)                          | 54.1 (2.13)                          | 41.3 (1.63)                          | 57.9 (2.28)                          | 65.0 (2.56)                          | 85.0 (3.35)                          | 77.8 (3.06)                          | 75.4 (2.97)                          | 71.4 (2.81)                          | 70.0 (2.76)                          | 79.4 (3.13)                          | 804.7 (31.68)                        |
| 평균 강수일수 (≥ 1 mm)                                                    | 13.3                                 | 10.6                                 | 10.3                                 | 8.5                                  | 9.5                                  | 10.3                                 | 11.7                                 | 11.5                                 | 11.1                                 | 12.1                                 | 13.2                                 | 14.0                                 | 136.1                                |
| 평균 강설일수                                                             | 8                                    | 7                                    | 5                                    | 2                                    | 0                                    | 0                                    | 0                                    | 0                                    | 0                                    | 0                                    | 3                                    | 6                                    | 33                                   |
| 평균 상대 습도 (%)                                                        | 90                                   | 88                                   | 85                                   | 79                                   | 79                                   | 81                                   | 82                                   | 83                                   | 86                                   | 89                                   | 91                                   | 92                                   | 85                                   |
| 평균 월간 일조시간                                                        | 60.7                                 | 86.1                                 | 139.0                                | 188.7                                | 218.0                                | 198.6                                | 212.3                                | 196.3                                | 150.7                                | 112.9                                | 63.4                                 | 56.1                                 | 1,682.8                              |
| 출처: 네덜란드 왕립 기상연구소 (평년값: 1991년~2020년, 극값: 1906년~현재) |                                      |                                      |                                      |                                      |                                      |                                      |                                      |                                      |                                      |                                      |                                      |                                      |                                      |